# Історичний фільм
Історичний фільм — різновид фільмів, в яких зображуються конкретні історичні епохи, події та постаті минулого. Жанр перегукується з жанром пригодницького фільму та бойовика, тому що найчастіше предметом фільму стають драматичні й доленосні події, війни, перевороти тощо. Виділяють такі різновиди як історико-біографічні фільми про реальних історичних діячів, які ілюструють епоху і біографії, та історико-пригодницькі фільми про вигаданих персонажів з акцентом на пригоди, дія яких відбувається в минулому.
Історичні фільми зазвичай бувають високобюджетними, з гарними костюмами та декораціями, нерідко зі значними масовками. Часто вони є екранізаціями історичних романів.